# Unione Democratica Palestinese
L'Unione Democratica Palestinese (UDP, in arabo الاتحاد الديمقراطي الفلسطيني, Al-Ittihad al-Dimuqrati al-Filastini, Generalmente conosciuto col nome di FIDA), è un piccolo partito politico attivo all'interno dell'Organizzazione per la Liberazione della Palestina (OLP), nonché nell'Autorità Nazionale Palestinese (ANP).

## Storia
La FIDA venne fondata nel 1990 da Yasser Abd Rabbo, in seguito ad una spaccatura interna al Fronte Democratico per la Liberazione della Palestina (FDLP), portandosi con sé la maggior parte delle strutture del Fronte all'interno della Cisgiordania. La FIDA assunse una posizione maggiormente moderata rispetto al FDLP di Nayef Hawatmeh riguardo al conflitto israelo-palestinese, e provò a configurarsi come un'alternativa di sinistra democratica all'interno dell'orizzonte politico palestinese.
È strutturata al proprio interno con un'organizzazione giovanile, nota come Independence Youth Union, cui si affiancano un'organizzazione di lavoratori ed una di donne. La fida non ha un braccio armato, contrariamente al FDLP ed a numerose altre organizzazioni palestinesi.

## Ideologia
Lo slogan della FIDA, "Libertà, indipendenza, ritorno, democrazia e socialismo", racchiude in sé il progressismo ed il carattere secolare dell'Unione, presentandola come un partito socialista democratico.
La FIDA si schierò subito per la soluzione dei due stati, basata sui confini del 1967, e con Gerusalemme est capitale di uno Stato palestinese indipendente. Una personalità in vista della Fida, Mamduh Nofal, nel 2002 firmò un appello per fermare il terrorismo suicida, una tattica molto utilizzata durante la Seconda Intifada.
Dalla sua fondazione, il partito ha tenuto due congressi nazionali, il primo nel 1995 a Gerico, ed il secondo nel 2000.

## Leadership
Il fondatore della FIDA, Yasser Abd Rabbo, era un pacifista moderato, che rappresentò per anni l'Unione all'interno del comitato esecutivo dell'OLP, lavorando inoltre come consigliere personale di Yasser Arafat.
Nel 2002 egli abbandonò il partito a causa di dispute interne: il suo posto come ministro all'interno dell'ANP era stato affidato all'attivista per i diritti delle donne, Zahira Kamal. Rabbo rifiutò di dimettersi dall'incarico, decidendo piuttosto di lasciare la FIDA. Riuscì quindi a rimanere come indipendente all'interno dell'esecutivo palestinese, con la copertura di Arafat, venendo rimpiazzato nel posto di segretario generale della FIDA da Saleh Ra'fat, tutt'oggi in carica.

## Partecipazione elettorale
La FIDA fu ben rappresentata all'interno del Consiglio nazionale palestinese (PNC), l'organo assembleare dell'OLP in esilio, con 21 membri eletti il qualità di delegati del Fronte Democratico per la Liberazione della Palestina (FDLP).
In occasione delle elezioni legislative del 2006, la FIDA presentò candidati propri al Consiglio nazionale palestinese (PNC), e sperando di riuscire a far eleggere, col sostegno di Fatah, almeno un proprio rappresentante, Azmi ash-Shu'aybi. La campagna di Ash-Shu'aybi venne giocata soprattutto sui temi della trasparenza all'interno dell'ANP, e per un più ampio controllo parlamentare sull'attività dell'esecutivo.
Alle elezioni legislative del 2006, la FIDA inserì i propri candidati all'interno della lista unica al-Badeel (L'Alternativa), che raggruppava anche il Fronte Democratico per la Liberazione della Palestina (FDLP), il Partito Popolare Palestinese (PPP), ed alcuni movimenti indipendenti. Tale lista ottenne il 2,8% delle preferenze, conquistando due dei 132 seggi.